# 陈维稷

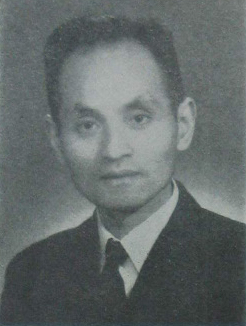
陳維稷近照

陈维稷（1902年10月15日—1984年1月6日），字次谦，男，安徽青阳人，中国现代纺织科学技术的奠基人之一，原中华人民共和国纺织工业部副部长。

## 生平
陈维稷早年就读于复旦大学附属中学，后考入复旦大学化学系。1925年赴英国利兹大学染化系留学。毕业后曾在德国大德染料厂实习。1929年返回国，先后任教于暨南大学、复旦大学、北平大学工学院、南通学院等校。抗日战争期间，他于1939年加入中国共产党，成为中共特别党员。后前往重庆，历任重庆合作事业管理局合作物品供销处任协理、重庆民治毛纺织厂总工程师。抗战结束后返回上海，出任上海第一印染厂厂长。1946年又任中国纺织建设公司总工程师。次年受聘担任上海交通大学纺织系主任、印染学教授。
中华人民共和国成立后，陈维稷出任纺织工业部副部长。自此之后直至1982年离任，他担任副部长长达33年之久。他还担任过中国纺织工程学会理事长、名誉理事长，中国民主建国会中央常委，第四届全国人大代表，第二、三届全国政协委员，第四至六届全国政协常委等职。此外，他还曾主编《中国大百科全书・纺织》卷与《中国纺织科学技术史（古代部分）》等重要著作。